# Ratgar
Ratgar (ook Ratger, Radgar, Raitger, gelatiniseerd Ratgarius) (gestorven 835) was van 802 tot 817 de derde abt van de abdij van Fulda.

## Leven en werk
Met hem kwam de Karolingische renaissance in Fulda tot volle ontwikkeling. Onder zijn leiding, werd de naar hem vernoemde, maar reeds onder zijn voorganger Baugulf gestarte Ratgar-basiliek uitgebouwd tot de grootste kerk ten noorden van de Alpen. De kerk werd uitgebreid met een groot dwarsschip met westelijke apsis boven het graf van de heilige Bonifatius. De inwijding van deze kerk volgde in 819 onder zijn opvolger, Eigil. Ratgers was toen reeds afgezet. 
Op de bisschopsberg verving hij in 809 de houten kapel door een stenen kerk, het latere klooster Frauenberg. 